# NWHL Draft

Logo der National Women’s Hockey League

Der National Women’s Hockey League Draft war eine Veranstaltung der nordamerikanischen Premier Hockey Federation (PHF), bei der die Fraueneishockey-Teams durch einen Entry Draft nach Vorbild des NHL Entry Draft die Rechte an verfügbaren Spielerinnen aus Colleges und Universitäten erwarben (englisch to draft = einberufen, einziehen).
Der Draft wurde 2015 erstmals von der National Women’s Hockey League veranstaltet und bis 2021 jährlich durchgeführt. Vor der Saison 2021/22 nahm die Liga im Rahmen einer Umorganisation den neuen Namen Premier Hockey Federation an. Nach der Saison 2021/22 entschied die PHF, keinen Draft mehr durchzuführen, sondern allen Spielerinnen ohne Vertrag am 1. Mai eines Jahres den Status eines Unrestricted Free Agents zu geben. Darüber hinaus sollen erstmals Zweijahresverträge möglich sein, wodurch insgesamt die Spielerinnenrechte gestärkt würden.
Nach der Saison 2022/23 stellte die Premier Hockey Federation den Spielbetrieb ein. Der erste PWHL Draft der Nachfolgeliga Professional Women’s Hockey League fand im September 2023 in Toronto statt.

## Format
Die Reihenfolge des Drafts wurde bei der ersten Veranstaltung im Jahr 2015 ausgelost, in den Folgejahren in umgekehrter Reihenfolge der Tabellenplatzierung. Neu in die Liga aufgenommene Teams durften als erstes wählen.
Die teilnehmenden Mannschaften durften zunächst ausschließlich College-Spielerinnen auswählen, die ihr Juniorjahr abgeschlossen hatten. Sollten sie nach einem weiteren Jahr am College bei einem anderen NWHL/PHF-Team einen Vertrag unterschreiben, wäre eine Strafe an das Draftteam zu zahlen.

## Draftergebnisse
| Inhaltsverzeichnis 2015 2016 2017 2018 2019 2020 2021 |

### NWHL Draft 2015
Der erste NWHL Draft wurde im Juni 2015 in Boston veranstaltet. Er fand vor der Saison 2015/16 statt. Da die Liga erst wenige Wochen zuvor gegründet worden war, betrachteten die Spielerinnen den Draft als nicht bindend.
Die Draft-Reihenfolge wurde durch NWHL-Commissioner Dani Rylan ausgelost, dabei erhielten die New York Riveters den First Pick Overall. Insgesamt wurden 20 Spielerinnen in fünf Runden ausgewählt, zu den bekanntesten – teils mit Olympiaerfahrung – gehörten: Hannah Brandt (University of Minnesota), Kendall Coyne (Northeastern University) und Courtney Burke (University of Wisconsin–Madison).
| #  | Spielerin      | Nationalität       | Pos | Team              | Collegeteam (Liga)                     |
| -- | -------------- | ------------------ | --- | ----------------- | -------------------------------------- |
| 1. | Alex Carpenter | Vereinigte Staaten | F   | New York Riveters | Boston College (Hockey East)           |
| 2. | Hannah Brandt  | Vereinigte Staaten | F   | Connecticut Whale | University of Minnesota Duluth (WCHA)  |
| 3. | Kendall Coyne  | Vereinigte Staaten | F   | Boston Pride      | Northeastern University (Hockey East)  |
| 4. | Courtney Burke | Vereinigte Staaten | D   | Buffalo Beauts    | University of Wisconsin–Madison (WCHA) |
| 5. | Haley Skarupa  | Vereinigte Staaten | F   | New York Riveters | Boston College (Hockey East)           |

### NWHL Draft 2016
Der zweite Draft der NWHL wurde am 18. Juni 2016 in Brooklyn durchgeführt. Er fand vor der Saison 2016/17 statt. Kelsey Koelzer von der Princeton University wurde als erste Spielerin von den New York Riveters ausgewählt. Insgesamt wurden 20 Spielerinnen in fünf Runden ausgewählt, dabei mit Lara Stalder erstmals eine nicht nordamerikanische Spielerin.
| #  | Spielerin          | Nationalität       | Pos | Team              | Collegeteam (Liga)                     |
| -- | ------------------ | ------------------ | --- | ----------------- | -------------------------------------- |
| 1. | Kelsey Koelzer     | Vereinigte Staaten | D   | New York Riveters | Princeton University (ECAC)            |
| 2. | Lee Stecklein      | Vereinigte Staaten | D   | Buffalo Beauts    | University of Minnesota Duluth (WCHA)  |
| 3. | Dani Cameranesi    | Vereinigte Staaten | F   | Connecticut Whale | University of Minnesota Duluth (WCHA)  |
| 4. | Ann-Renée Desbiens | Kanada             | G   | Boston Pride      | University of Wisconsin–Madison (WCHA) |
| 5. | Sydney Daniels     | Vereinigte Staaten | F   | New York Riveters | Harvard University (ECAC)              |

### NWHL Draft 2017
Der dritte Draft der NWHL wurde am 17. August 2017 erneut in Brooklyn veranstaltet. Er fand vor der Saison 2017/18 statt. Die Torhüterin Katie Burt vom Boston College wurde an erster Stelle von den Boston Pride ausgewählt. Das erste Auswahlrecht hatten die Pride im Februar 2017 durch einen Transfer mit den Connecticut Whale für Zoe Hickel erhalten. Insgesamt wurden abermals 20 Spielerinnen in fünf Runden ausgewählt, dabei mit Denisa Křížová eine weitere Europäerin.
| #  | Spielerin         | Nationalität       | Pos | Team                                 | Collegeteam (Liga)             |
| -- | ----------------- | ------------------ | --- | ------------------------------------ | ------------------------------ |
| 1. | Kaitlin Burt      | Vereinigte Staaten | G   | Boston Pride (von Connecticut Whale) | Boston College (Hockey East)   |
| 2. | Kennedy Marchment | Kanada             | F   | Buffalo Beauts                       | St. Lawrence University (ECAC) |
| 3. | Taylar Cianfarano | Vereinigte Staaten | F   | New York Riveters                    | Quinnipiac University (ECAC)   |
| 4. | Kenzie Kent       | Vereinigte Staaten | F   | Boston Pride                         | Boston College (Hockey East)   |
| 5. | Samantha Brown    | Vereinigte Staaten | F   | Connecticut Whale                    | Brown University (ECAC)        |

### NWHL Draft 2018
Der vierte NWHL-Draft wurde erstmals nicht vor der Saison, sondern mitten in der Saison 2018/19 im Dezember 2018 durchgeführt. Die Minnesota Whitecaps nahmen als Expansionsteam erstmals am Draft teil. Die Reihenfolge der Auswahl wurde aufgrund des Sieganteils der Teams in der ersten Saisonhälfte festgelegt.
Insgesamt wurden 25 Spielerinnen ausgewählt, davon 20 US-Amerikanerinnen, vier Kanadierinnen und eine Schwedin.
| #  | Spielerin           | Nationalität       | Pos | Team                  | Collegeteam (Liga)                     |
| -- | ------------------- | ------------------ | --- | --------------------- | -------------------------------------- |
| 1. | Annie Pankowski     | Vereinigte Staaten | F   | Metropolitan Riveters | University of Wisconsin–Madison (WCHA) |
| 2. | Melissa Samoskevich | Vereinigte Staaten | F   | Connecticut Whale     | Quinnipiac University (ECAC)           |
| 3. | Megan Keller        | Vereinigte Staaten | D   | Buffalo Beauts        | Boston College (Hockey East)           |
| 4. | Kelly Pannek        | Vereinigte Staaten | F   | Minnesota Whitecaps   | University of Minnesota (WCHA)         |
| 5. | Kali Flanagan       | Vereinigte Staaten | D   | Boston Pride          | Boston College (Hockey East)           |

### NWHL Draft 2020
Nachdem im Jahr 2019 kein Draft von der NWHL veranstaltet worden war, fand die fünfte NHWL-Spielerwahl Ende April 2020 statt. Aufgrund der COVID-19-Pandemie wurde der Draft vollständig virtuell durchgeführt.
Die Boston Pride wählten Sammy Davis an erster Stelle aus, nachdem sie das Wahlrecht vom neu gegründeten Toronto-Franchise erworben hatten.
Insgesamt wurden abermals 30 Spielerinnen in fünf Runden ausgewählt, davon 16 US-Amerikanerinnen, 13 Kanadierinnen und eine Tschechin. Erstmals durften auch Spielerinnen ausgewählt werden, die Collegestudium bereits abgeschlossen hatten.
| #  | Spielerin      | Nationalität       | Pos | Team                           | Collegeteam (Liga)                |
| -- | -------------- | ------------------ | --- | ------------------------------ | --------------------------------- |
| 1. | Sammy Davis    | Vereinigte Staaten | F   | Boston Pride (von Toronto Six) | Boston University (Hockey East)   |
| 2. | Kayla Friesen  | Kanada             | F   | Connecticut Whale              | Clarkson University (ECAC)        |
| 3. | Carly Jackson  | Kanada             | G   | Buffalo Beauts                 | University of Maine (Hockey East) |
| 4. | Saroya Tinker  | Kanada             | D   | Metropolitan Riveters          | Yale University (ECAC)            |
| 5. | Alex Woken     | Vereinigte Staaten | F   | Minnesota Whitecaps            | University of Minnesota (WCHA)    |
| 6. | Jaycee Gebhard | Kanada             | F   | Toronto Six (von Boston Pride) | Robert Morris University (CHA)    |

### NWHL Draft 2021
Der sechste und letzte NWHL Draft wurde am 29. Juni 2021 erneut virtuell veranstaltet. Mit dem ersten Wahlrecht des Jahres wählten die Connecticut Whale Taylor Girard von der Quinnipiac University aus. Insgesamt wurden 30 Spielerinnen in fünf Runden ausgewählt, davon 20 US-Amerikanerinnen, sieben Kanadierinnen und jeweils eine Tschechin, Britin und Russin.
| #  | Spielerin      | Nationalität       | Pos | Team                                    | Collegeteam (Liga)              |
| -- | -------------- | ------------------ | --- | --------------------------------------- | ------------------------------- |
| 1. | Taylor Girard  | Vereinigte Staaten | F   | Connecticut Whale (von Buffalo Beauts)  | Quinnipiac University (ECAC)    |
| 2. | Emilie Harley  | Vereinigte Staaten | D   | Buffalo Beauts (von Connecticut Whale)  | Robert Morris University (CHA)  |
| 3. | Maegan Beres   | Kanada             | F   | Toronto Six (von Boston Pride)          | Boston College (Hockey East)    |
| 4. | Tatum Skaggs   | Vereinigte Staaten | F   | Toronto Six                             | Ohio State University (WCHA)    |
| 5. | Taylor Davison | Kanada             | D   | Toronto Six (von Metropolitan Riveters) | York University (OUA)           |
| 6. | Mak Langei     | Vereinigte Staaten | D   | Minnesota Whitecaps                     | Bemidji State University (WCHA) |